# Aldina Maria Prado Barral
Aldina Maria Prado Barral (26 de setembro de 1951) é uma médica, professora, pesquisadora brasileira, titular da Academia Brasileira de Ciências na área de Ciências Biomédicas desde 8 de junho de 2005.
Médica (Universidade Federal da Bahia), 1977, tem Doutorado em Patologia Humana (Universidade Federal da Bahia), 1988
Atua como Pesquisadora da Fiocruz da Bahia.. É também Professora Titular aposentada da Faculdade de Medicina da Universidade Federal da Bahia.
Comendadora da Ordem Nacional do Mérito Científico (2010), é membro Titular da Academia Brasileira de Ciências desde 08/06/2005 , Membro Fundador Titular da Academia de Ciências da Bahia (17/09/2010) . É Presidente de Sociedade Brasileira de Imunologia (2008-2009)
Aldina Barral recebeu os seguintes prêmios: Prêmio Scopus Brasil de excelência científica (2010).; Prêmio Claudia  categoria ciências (2008); Women in Science Award, Sociedade Brasileira de Imunologia (2022); Prêmio Gonçalo Moniz de Pós-Graduação; Prêmio Women in Science da Associación LatinoAmericana y Caribeña de Inmunologia (2024).